# 술상항
술상항은 경상남도 하동군 진교면 술상리에 있는 어항이다. 2005년 7월 21일 지방어항으로 지정하여 관리하고 있다. 시설관리자는 하동군수이다.

## 어항 연혁
- 바다로 둘러싸인 마을이며 마을 앞으로 술상천이 흐른다. 술상소류지와 술하소류지가 있다. 한려해상 국립공원인 청정해역에서 풍부한 수산물과 매년 전어축제로 유명한 마을이다. 자연마을로는 술상, 양달, 음달, 대밭마을 등이 있다. 술상마을은 술포의 위쪽이 되므로 술상이라 칭하였다. 양달마을과 음달마을은 각각 양지와 음지에 자리한 마을이라 하여 지어진 지명이다. 대밭마을은 대나무가 무성했다 하여 유래된 지명이다.

## 어항 시설
- 방파제 100m, 물양장 58m

## 주요 어종
- 전어, 농어, 숭어